# Kinematografia czeska

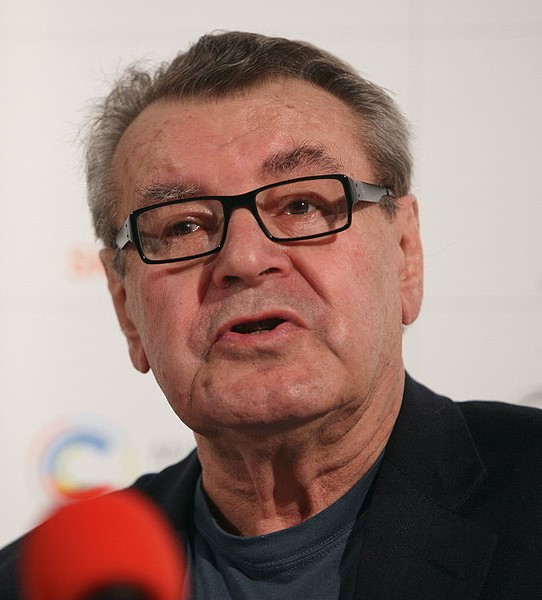
Miloš Forman, najbardziej znany na świecie czeski reżyser.

Kinematografia czeska – ogół produkcji i dystrybucji filmowej na terenie Czech, przez które rozumiane są: do 1918 – terytorium księstwa czeskiego w ramach Austro-Węgier, w latach 1918–1939 i 1945–1992 – czeska część terytorium federacyjnej Czechosłowacji; w latach 1939–1945 – Protektorat Czech i Moraw w obrębie III Rzeszy; po 1992 – jako odrębne państwo. Kinematografia czeska w tym artykule jest jako twórczość osób o narodowości czeskiej, dla odróżnienia jej od reżyserów identyfikujących się jako Słowaków (kinematografia słowacka).
Jednym z najważniejszych międzywojennych autorów czeskich epoki kina niemego był Gustav Machatý; w epoce wczesnego kina dźwiękowego na znaczeniu zyskała przede wszystkim twórczość Martina Fricza. Po II wojnie światowej przejściowo czeska kinematografia została zdominowana przez doktrynę socrealizmu, uosabianą przede wszystkim przez twórczość Otakara Vávry. W latach 60. XX wieku w opozycji do kina socrealistycznego znaleźli się twórcy czechosłowackiej Nowej Fali (między innymi Jaromil Jireš, Miloš Forman, Věra Chytilová, Ivan Passer, Jan Němec, Jiři Menzel). Jej koniec – spowodowany stłumieniem Praskiej Wiosny przez wojska Układu Warszawskiego w 1968 – spowodował trwającą dwie dekady zapaść w czeskiej kinematografii. Dopiero na przełomie wieków czeskie kino odzyskało swoją pozycję międzynarodową dzięki twórczości takich reżyserów, jak Jan Švankmajer, Jan Svěrák, Petr Zelenka oraz Jan Hrěbejk.

## Przed uzyskaniem niepodległości (1896–1918)
Pierwsza filmowa projekcja kinematografu braci Lumière na ziemiach czeskich miała miejsce w Karlowych Warach 15 lipca 1896, a już dwa lata później pierwsze rodzime filmy fabularne realizował Jan Kříženecký. Sprzedawca parówek i rozlepiacz plakatów, Udaremnione zaloty oraz Śmiech i płacz (wszystkie z 1898) powstawały przy udziale Josefa Švába Malostranskiego, który stał się pierwszym czeskim aktorem filmowym. Produkcja filmowa w Czechach rozpoczęła się jednak na dobre dopiero za sprawą czeskobudziejowickiego fotografa Antonina Pecha, który w 1911 założył spółkę Kinofa. Repertuar Kinofy był różnorodny: od reportaży i filmów przyrodniczych (na przykład Nurtów świętojańskich, 1912) po komedie z udziałem i w reżyserii Emila Artura Longena (Rudi sportsmenem, 1911). Inny przedsiębiorca, Max Urban, założył spółkę filmową Asum, w której powstawały filmy z udziałem jego żony Anny Sedláčkovej oraz innych aktorów sceny narodowej.

## Kinematografia międzywojenna i okres Protektoratu (1918–1945)

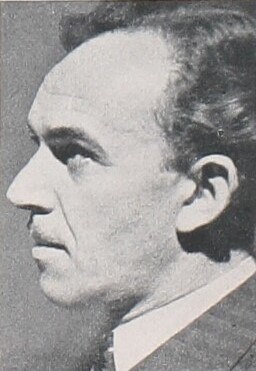
Reżyser Martin Frič.

Po odzyskaniu niepodległości w ramach federacyjnej Czechosłowacji czeska produkcja filmowa rozwinęła się bujnie. Adaptacji podlegały dzieła literackie, na przykład Dobry wojak Szwejk i Szwejk na froncie (oba 1926) Karela Lamača według powieści Jaroslava Haška; jednak najważniejsza z artystycznego punktu widzenia okazała się działalność Gustava Machatego, którego luźna ekranizacja Sonaty Kreutzerowskiej (1926) według Lwa Tołstoja ukazywała negatywny wpływ muzyki na głównego bohatera za pomocą środków wizualnych przynależnych filmowi niememu. Szczególne uznanie zyskał Machatý zrealizowanym z udziałem międzynarodowej obsady filmem Erotikon (1929). W latach 30., gdy intensywnie wdrażany w Czechosłowacji był wynalazek kina dźwiękowego, Machatý zdołał utrzymać rozgłos jeszcze filmem Ekstaza (1933), który wzbudził skandal licznymi przedstawieniami damskiej nagości.
Głównym czeskim reżyserem epoki międzywojennej okazał się jednak Martin Frič. Jego filmy Dwanaście krzeseł (1933, współreżyser Michał Waszyński), Rewizor (1933), Przejedzony sklep (1933), Janosik (1935), a także tworzone z udziałem komików Jiřego Voskovca i Jana Wericha Hej rup! (1934) i antyfaszystowski Świat należy do nas (1937) – odnosiły sukcesy kasowe. Frič kontynuował reżyserię filmową w trakcie wojny w obrębie Protektoratu Czech i Moraw, a nawet w czasach stalinizmu. Rozgłos zdobyła również osadzona w XVI wieku komedia kostiumowa Cech panien kutnohorskich (1938) Otakara Vávry, odzwierciedlająca klimat układu monachijskiego. Po aneksji Czech przez Niemcy Vávra konsekwentnie odmawiał produkcji dalszych filmów; mimo to czeska produkcja filmowa w okresie Protektoratu zasadniczo nie uległa zmianom, a podczas wojny zrealizowano w jej ramach około 80 filmów. W Pradze nakręconych zostało wiele scen antysemickiego filmu Veita Harlana Żyd Süss (1940) z udziałem czeskich Żydów jako statystów oraz antyczeskiego Złotego miasta (1942).

## Powojenna kinematografia Czechosłowacji z perspektywy Czechów (1945–1989)
Po II wojnie światowej, 11 sierpnia 1945, przemysł filmowy został znacjonalizowany dekretem prezydenta Edwarda Benesza. Wątki antyhitlerowskie pojawiły się w takich filmach, jak Tchórz (1947) Bořivoja Zemana oraz farsie wojennej Nikt nic nie wie (1947) Josefa Macha. W 1948, gdy komuniści przejęli władzę w Czechosłowacji po przewrocie lutowym, w kinematografii czeskiej zapanowała doktryna socrealizmu. Głównym apologetą nowej doktryny stał się Otakar Vávra, którego film Krakatit (1948) stanowił ostrzeżenie przed bronią atomową, natomiast Powrót (1952) sankcjonował powojenne wypędzenie Niemców z czeskich Sudet. W latach 1954–1956 Vávra nakręcił trylogię husycką Sobór w Konstancji (1954) – Jan Žižka (1955) – Przeciwko wszystkim (1956), która snuła analogie pomiędzy ruchem husyckim a socjalistycznym.

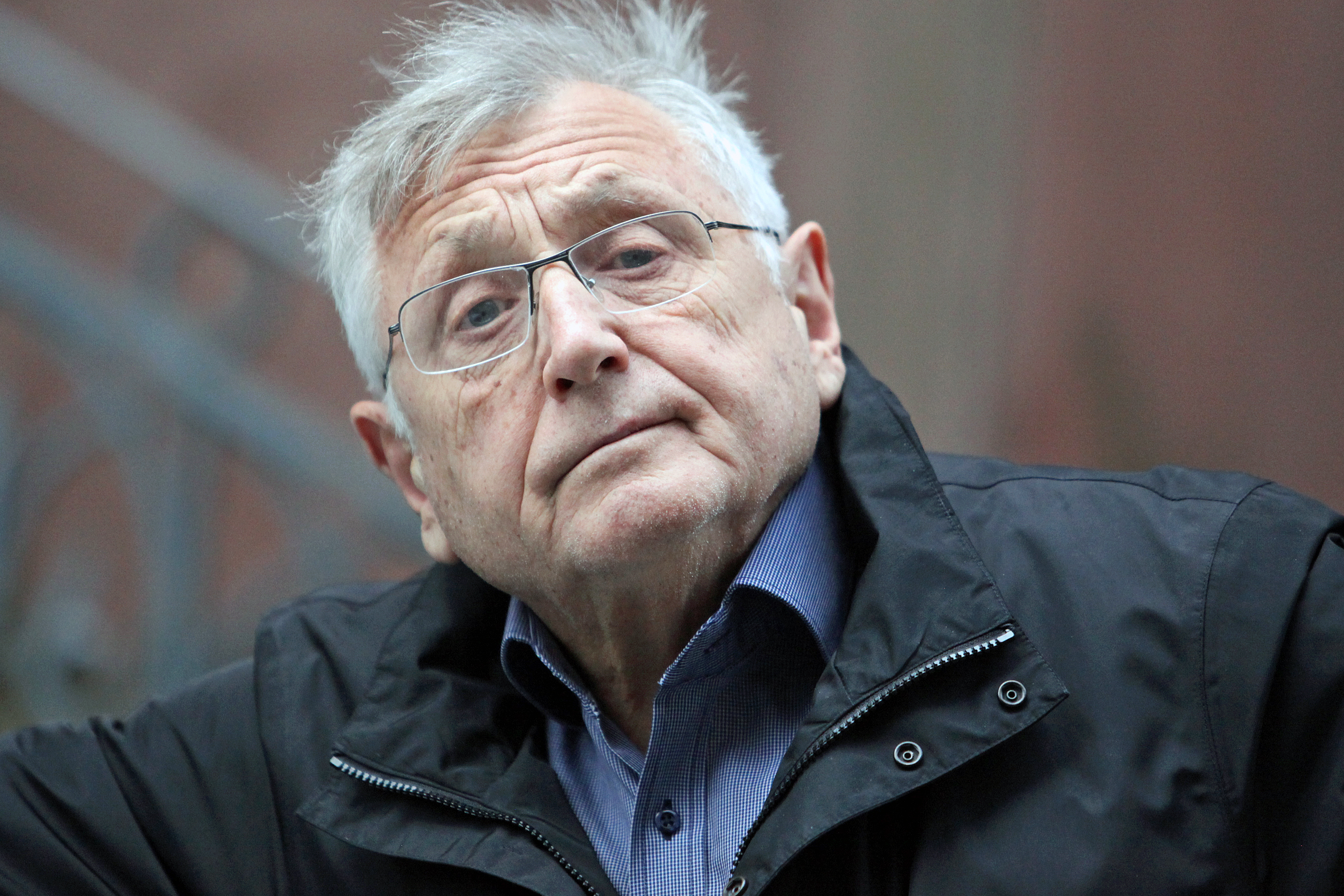
Jiří Menzel, jeden z liderów czechosłowackiej nowej fali.

Początek lat 60. XX wieku zwiastował liberalizację produkcji filmowej w Czechosłowacji, spotęgowaną przez dojście do głosu pierwszych absolwentów czeskiej uczelni FAMU. Jakkolwiek część czeskich reżyserów starszej daty w owej dekadzie odnosili prestiżowe sukcesy – dotyczy to szczególnie Vojtĕcha Jasnego (Gdy przychodzi kot, 1963) oraz Františka Vláčila (epos historyczny Małgorzata, córka Łazarza, 1965) – to właśnie młodsi absolwenci FAMU ustanowili nurt nazywany czechosłowacką Nową Falą. Jej postulatem było ukazywanie prawdziwego, pozbawionego upiększeń obrazu świata bliskiego własnemu doświadczeniu. Za pierwsze czeskie filmy nurtu uznawane są O czymś innym (1963) Věry Chytilovej, Pierwszy krzyk (1963) Jaromila Jireša oraz Czarny Piotruś (1963) Miloša Formana, naśladujące technikę cinéma-vérité. Każde ze wspomnianych twórców inaczej realizowało ową estetykę: Forman przyjął tonację ironiczno-komediową, widoczną w Miłości blondynki (1965) oraz Pali się, moja panno (1967). Jireš skoncentrował się na demaskacji politycznych mechanizmów komunistycznej Czechosłowacji, realizując osadzoną w mrocznych czasach stalinizmu adaptację powieści Milana Kundery Żart (1968). Tymczasem Chytilová, inspirowana koncepcjami francuskiej Nowej Fali, zasłynęła z otwarcie feministycznych eksperymentów takich jak Stokrotki (1966) oraz Owoce rajskich drzew spożywamy (1969). Spośród twórców, którzy rozwijali tematykę nowofalową, wymieniani są również Jan Němec (Diamenty nocy, 1964), Ivan Passer (Intymne oświetlenie, 1965) oraz Jiři Menzel. Jego nagrodzone Oscarem Pociągi pod specjalnym nadzorem (1966), na podstawie opowiadania Bohumila Hrabala, ustanowiły szczególną, liryczno-ironiczną estetykę reżysera. Sukcesy czeskich nowofalowców przerwała brutalna interwencja wojsk Układu Warszawskiego w Czechosłowacji w 1968, która zakończyła Praską Wiosnę i skłoniła część twórców (Formana, Jasnego, Passera) do wyjazdu za granicę.

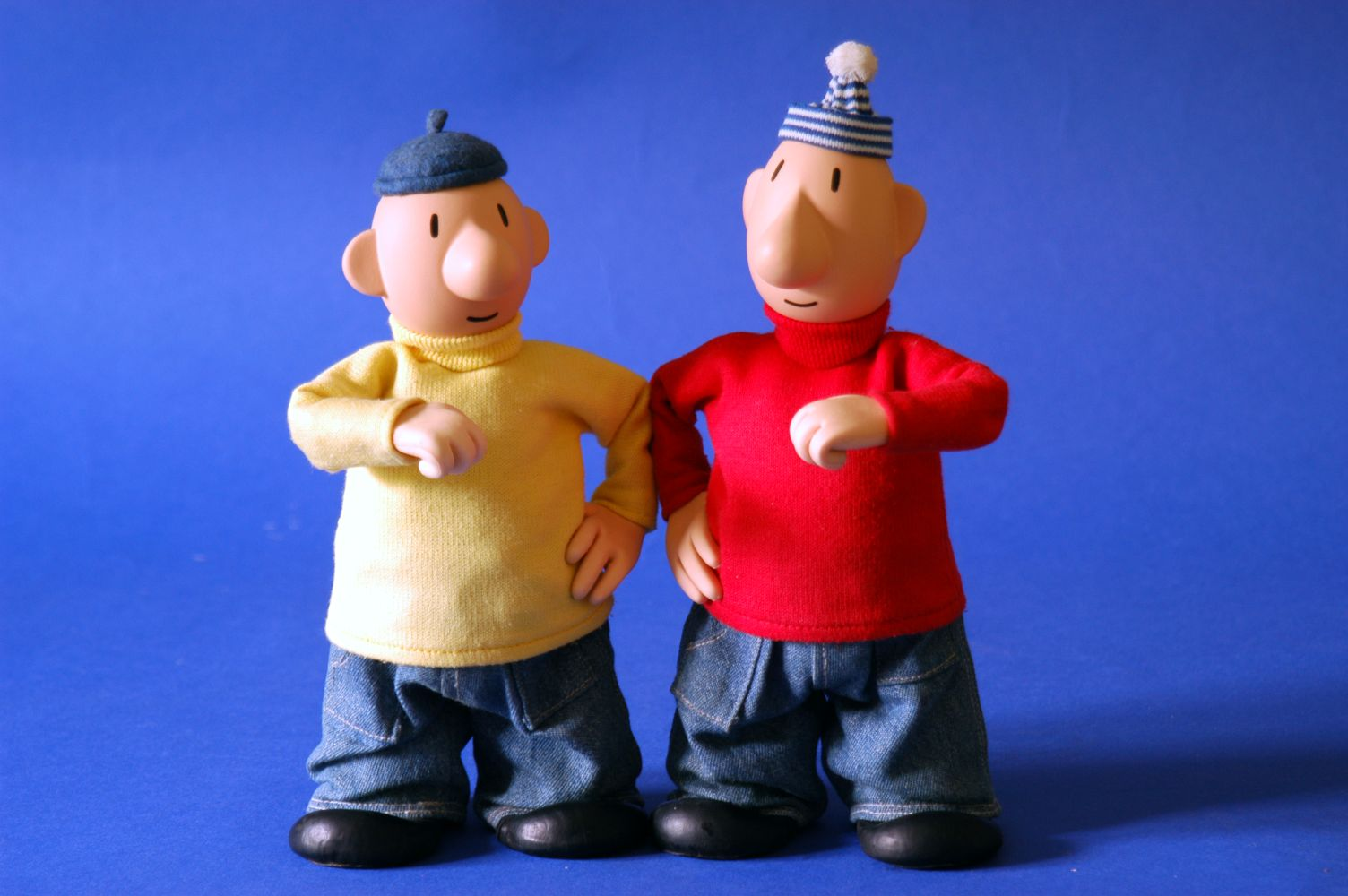
Pat i Mat, bohaterowie cieszącego się popularnością serialu animowanego Sąsiedzi.

Na uboczu czechosłowackiej Nowej Fali pozostawało kino popularne, którego najwybitniejszymi reprezentantami były komedie Lemoniadowy Joe (1964) Oldřicha Lipskiego, Gdyby tysiąc klarnetów (1965) Jána Roháča i Vladimíra Svitáčka, parodia komiksów Kto chce zabić Jessii? (1966) Václava Vorlíčka, a także tragikomedia Jaroslava Papouška Straszne skutki awarii telewizora (1969). Wywrotowy potencjał wspomnianych komedii stępiła „normalizacja” wymuszona obcą interwencją. Komedia Skowronki na uwięzi (1969) Menzla ze względu na swoją wymowę polityczną została odesłana na półkę, a reżyser Pociągu pod specjalnym nadzorem zmuszony był kontynuować swą działalność, posługując się regułami kina socrealistycznego. Inicjatywę w zakresie awangardowej twórczości filmowej w obrębie Czechosłowacji przejęli Słowacy. Jakkolwiek Menzel powrócił do delikatnej ironii swych nowofalowych filmów w kasowych dziełach Postrzyżyny (1980), Wsi moja sielska, anielska (1985) tudzież Koniec starych czasów (1989), nie miały one siły wywrotowej pierwszych dzieł reżysera. W latach 80. XX wieku jednym z nielicznych czeskich reżyserów filmowych, którzy przyciągnęli uwagę międzynarodowej publiczności, był Jan Švankmajer, autor surrealistycznych filmów animowanych krytycznie oceniających kondycję ludzką Czechów w okresie zimnej wojny (np. Wymiar dialogu, 1982); Švankmajer kontynuował z powodzeniem swoją karierę animatora również po transformacji ustrojowej w Czechosłowacji, na przykład w skrajnie krytycznym wobec konsumpcjonizmu dziele Jedzenie (1992).

## Po transformacji ustrojowej (od 1989)

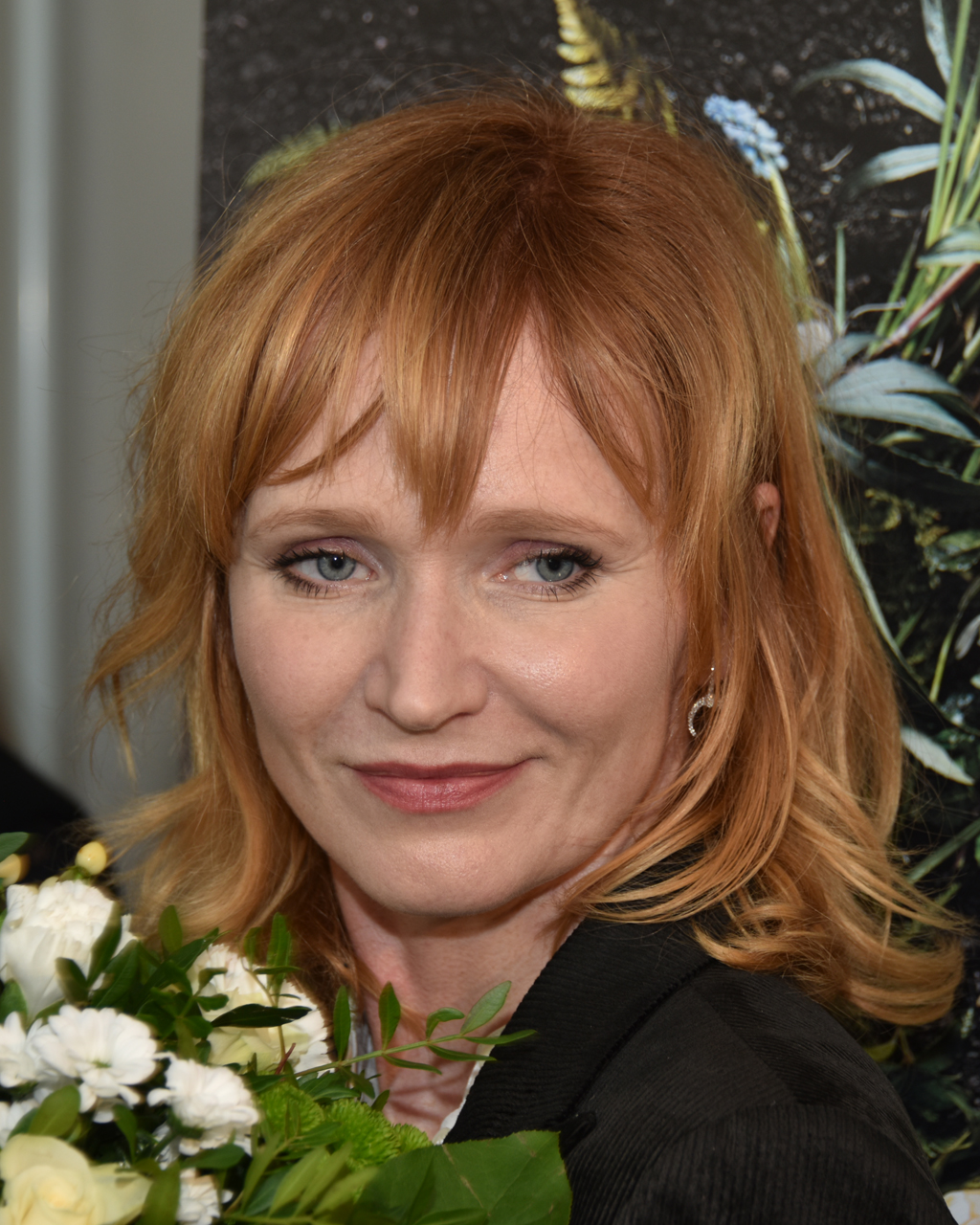
Popularna aktorka Anna Geislerová.

Czeska kinematografia odzyskała swe międzynarodowe znaczenie dopiero po aksamitnej rewolucji w 1989. Odrodzenie czeskiemu kinu (wyraźnie rozdzielonemu od słowackiego po rozpadzie Czechosłowacji w 1993) przyniósł sukces artystyczny trzech reżyserów. Jan Svěrák, specjalizujący się w humorystyczno-ironicznej tonacji, odnosił kasowe sukcesy dziełami takimi jak Kola (1996, laureat Oscara), Ciemnoniebieski świat (2001) oraz Butelki zwrotne (2007). Innym szczególnie cenionym twórcą był Petr Zelenka, autor składającego hołd nowofalowcom filmu Guzikowcy (1998), paradokumentalnego Roku diabła (2002) oraz adaptacji Braci Karamazow (2007) według Fiodora Dostojewskiego. Z uznaniem spotkał się też Jan Hrěbejk, autor takich filmów jak Musimy sobie pomagać (2000), Piękność w opałach (2006) oraz rozliczeniowy Czeski błąd (2009).